# Irgun
Irgun Zvai Leumi ("Den nationale militære organisation") blev grundlagt af jødiske højrenationalister og virkede i Palæstina 1931-48. Den blev betragtet som en terrorgruppe af myndighederne i det britiske mandatområde.
Organisationens leder var Menachem Begin, som senere blev Israels premierminister. Irgun kæmpede for et Stor-Israel (Eretz-Israel), som skulle indbefatte det senere Israel, Vestbredden, Gaza samt Jordan. Organisationen angreb også britisk personel og britiske institutioner i Palæstina.
Irguns mest kendte terrorangreb var mod King David Hotel i Jerusalem i 1946. Det blev iværksat på David Ben-Gurions ordre og førte til, at 91 mennesker blev dræbt og 46 såret. Sprængladningen blev leveret med en mælkebil og betragtes undertiden som den første bilbombe i Mellemøstkonflikten.
Irgun udførte mange andre terrorhandlinger blandt andet mod den britiske ambassade i Rom. Kendt er gruppen også for massakren i den arabiske landsby Deir Yassin, hvor mellem 100 og 120 civile blev dræbt i 1948.